# Maksim Kovtun
Maksim Pavlovič Kovtun (in russo Максим Павлович Ковтун?; tras. angl.: Maxim Pavlovich Kovtun; Ekaterinburg, 18 giugno 1995) è un pattinatore artistico su ghiaccio russo.
È andato tre volte a medaglia ai Campionati europei di pattinaggio di figura (argento nel 2015 e nel 2017, bronzo nel 2016) ed è stato campione nazionale russo nel 2014, 2015 e 2016.

## Vita personale
È nato a Ekaterinburg il 18 giugno 1995. Anche i suoi fratelli maggiori Alexander e Dmitry sono pattinatori su ghiaccio e suo padre Pavel è allenatore. Ha iniziato a pattinare all'età di quattro anni e si è allenato anche nell'hockey su ghiaccio fino ai dieci anni, quando ha deciso di concentrarsi sul pattinaggio.

## Carriera

### Prime stagioni
Nel 2011 Kovtun ha iniziato ad allenarsi con Nikolài Moròzov. Ha debuttato nel circuito Grand Prix ISU juniores di pattinaggio di figura nella stagione 2011-2012 (l'oro nella gara svoltasi in Romania e l'argento in Estonia). Si è qualificato per la finale, conclusa al quarto posto.
Ai nazionali russi del 2012 si è classificato dodicesimo nella gara senior e ha vinto la medaglia di bronzo a livello junior. È stato selezionato per partecipare al World Team Trophy del 2012, il suo primo evento internazionale di livello senior, dopo la rinuncia di Sergei Voronov a causa di un infortunio. In tale evento si è classificato dodicesimo.
Nell'estate del 2012 ha cambiato allenatore in Elena Vodorezova. Ha iniziato la stagione 2012-2013 vincendo la medaglia d'oro nelle gare del Grand Prix juniores in Croazia e in Germania. Qualificatosi per la finale, ha conquistato l'oro con un distacco di 11 punti dal secondo classificato Joshua Farris.

### Livello senior
Nonostante fosse quinto ai nazionali russi del 2013, è stato selezionato per partecipare ai Campionati europei in quanto il regolamento prevedeva la qualificazione automatica per i primi due classificati, mentre una commissione aveva diritto di scegliere il terzo nominativo.. Nel suo debutto europeo Kovtun si è classificato settimo nel programma corto e quarto nel libero, terminando la gara al quinto posto con un punteggio di 266.57.  
Successivamente si è piazzato in diciassettesima posizione ai suoi primi Campionati mondiali e ottavo al World Team Trophy del 2013, dove la squadra russa è arrivata quarta.
Nel Grand Prix ha fatto il suo debutto a livello senior alla Cup of China del 2013, dove è arrivato secondo alle spalle del cinese Yan Han. In seguito ha vinto un'altra medaglia d'argento nella Rostelecom Cup dietro al giapponese Tatsuki Machida, conquistando così un posto nella finale, che ha concluso al quinto posto.
Ai campionati russi del 2014 si è classificato secondo nel programma corto e primo nel libero, conquistando così la medaglia d'oro davanti a Evgenij Pljuščenko. Ha quindi raggiunto il quinto posto ai successivi Campionati europei e il quarto ai Campionati mondiali tenutisi a Saitama in Giappone.
Per la stagione 2014-2015 del Grand Prix è stato selezionato per la partecipazione alla Cup of China e al Trophée Eric Bompard; ha vinto l'oro in entrambe le competizioni. Alla finale non è però riuscito ad andare oltre al quarto posto. 
Ai campionati russi del 2015 ha vinto il suo secondo titolo nazionale, ottenendo così la partecipazione ai successivi Campionati europei e ai Campionati mondiali. Ai Campionati europei del 2015 ha vinto l'argento, alle spalle di Javier Fernández  . Ai mondiali di Shanghai è stato settimo.
Ha iniziato la stagione 2015-2016 vincendo l'oro al Mordovian Ornament. Nel Grand Prix si è classificato secondo nel programma corto del Trophée Eric Bompard, vincendo così l'argento dal momento che la competizione è stata interrotta prima del libero in seguito agli attentati di Parigi. Nel NHK Trophy non è andato oltre il decimo posto a causa di un libero costellato di errori, compromettendo la qualificazione per la finale del Grand Prix.
Ai campionati russi del 2016 ha ottenuto il suo terzo titolo nazionale consecutivo e ai successivi Europei ha conquistato la medaglia di bronzo. Ai mondiali di Boston si è dovuto accontentare del diciottesimo posto.

## Risultati[3]
GP: Grand Prix; CS: Challenger Series; JGP: Junior Grand Prix
| Internazionali | Internazionali | Internazionali | Internazionali | Internazionali | Internazionali | Internazionali | Internazionali | Internazionali | Internazionali |
| Evento | 2010-11        | 2011–12        | 2012–13        | 2013–14        | 2014–15        | 2015–16        | 2016-17        | 2017-18        | 2018-19        |
| --- | -------------- | -------------- | -------------- | -------------- | -------------- | -------------- | -------------- | -------------- | -------------- |
| Campionati mondiali |                |                | 17°            | 4°             | 7°             | 18°            | 11°            |                | R              |
| Campionati europei |                |                | 5°             | 5°             | 2°             | 3°             | 2°             |                | 14°            |
| GP Finale |                |                |                | 5°             | 4°             |                |                |                |                |
| GP Trophée Eric Bompard |                |                |                |                | 1°             | 2°             |                |                |                |
| GP Cup of China |                |                |                | 2°             | 1°             |                | 7°             |                |                |
| GP Rostelecom Cup |                |                |                | 2°             |                |                |                |                |                |
| GP NHK Trophy |                |                |                |                |                | 10°            |                |                |                |
| GP Skate America |                |                |                |                |                |                | 7°             | R              |                |
| GP Skate Canada |                |                |                |                |                |                |                | R              |                |
| CS Alpen Trophy |                |                |                |                |                |                |                |                | R              |
| CS Finlandia Trophy |                |                |                |                |                |                | 3°             | R              |                |
| CS Mordovian Ornament |                |                |                |                |                | 1°             |                |                |                |
| CS Tallin Trophy |                |                |                |                |                |                |                |                | 1°             |
| Universiadi |                |                |                |                |                |                |                |                | 2°             |
| Internazionali: Junior |                |                |                |                |                |                |                |                |                |
| JGP Finale |                | 4°             | 1°             |                |                |                |                |                |                |
| JGP Croazia |                |                | 1°             |                |                |                |                |                |                |
| JGP Estonia |                | 2°             |                |                |                |                |                |                |                |
| JGP Germania |                |                | 1°             |                |                |                |                |                |                |
| JGP Romania |                | 1              |                |                |                |                |                |                |                |
| Festival olimpico della gioventù europea                                                                                      | 2°             |                |                |                |                |                |                |                |                |
| Nazionali |                |                |                |                |                |                |                |                |                |
| Campionati nazionali russi | 11°            | 12°            | 5°             | 1°             | 1°             | 1°             | 3°             | R              | 1°             |
| Campionati nazionali russi junior                                                                                             | 5°             | 3°             |                |                |                |                |                |                |                |
| Competizioni a squadre |                |                |                |                |                |                |                |                |                |
| World Team Trophy |                | 5° S, 12° P    | 4° S, 8° P     |                | 2° S, 7° P     |                | 2° S, 9° P     |                |                |
| R: Ritirato S: risultato della squadra; P: risultato personale. Le medaglie sono assegnate in base al risultato della squadra |                |                |                |                |                |                |                |                |                |